# Бор (посёлок, Кировская область)
Бор — поселок в Афанасьевском районе Кировской области, административный центр Борского сельского поселения.

## География
Расположен на расстоянии примерно 36 км на север-северо-запад по прямой от райцентра поселка  Афанасьево недалеко от правого берега реки Кама.

## История
Известен с 1891 года как починок Боровский или Силкин, в 1926 году здесь (починок Боровской или Силкина) дворов 1 и жителей 3. В 1939 году учитывался уже как хутор Нижний Боровский, в 1950 хутор Боровской без постоянного населения, в 1978 уже поселок Бор, в 1989 1281 житель.  

## Население
Постоянное население составляло 946 человек (русские 97%) в 2002 году, 630 в 2010.